# Direkte Demokratie in Nordrhein-Westfalen
Möglichkeiten der Wahrnehmung von politischen Instrumenten der direkten Demokratie in Nordrhein-Westfalen bestehen auf Landesebene, der Ebene der Gemeinde und kreisfreien Städte sowie des Landkreises.

## Direkte Demokratie auf Landesebene

### Volksinitiative
Seit 2002 können gem. Art. 67 der Landesverfassung die Bürger in Nordrhein-Westfalen den Landtag verpflichten, sich mit einer bestimmten Angelegenheit zu befassen. Der Antrag muss wenigstens von 0,5 Prozent (das sind 2022 ca. 66.000 Personen) der deutschen Stimmberechtigten unterzeichnet sein. Verwaltungskosten fallen nicht an.
Der Bund der Steuerzahler (BdST) hatte 2005 erfolgreich eine Volksinitiative zur Diätenreform in Nordrhein-Westfalen gestartet. Nachdem am 15. März 2005 ca. 75.000 Unterschriften eingereicht wurden, verabschiedete der Landtag eine den Forderungen entsprechende Diätenreform.

### Volksentscheid und Volksbegehren
Ein Volksbegehren ist darauf gerichtet, Gesetze zu erlassen, zu ändern oder aufzuheben. Daher muss hier ein mit Gründen ausgearbeiteter Gesetzesentwurf zugrunde liegen. Inhalt eines solchen Gesetzesentwurfes dürfen nur Regelungen sein, die der Gesetzgebungskompetenz des Landes unterliegen. Es ist gem. Art. 68 Abs. 1 der Landesverfassung von mindestens 8 Prozent der Stimmberechtigten zu unterzeichnen.
Die Absicht ein Volksbegehren zu stellen ist dem Innenministerium schriftlich anzuzeigen. Dabei ist der dem Begehren zugrunde liegende Gesetzesentwurf beizufügen, eine Liste mit mindestens 3.000 Stimmberechtigten nachzuweisen und eine Vertrauensperson sowie stv. Vertrauensperson zu benennen. Letztere Personen vertreten das Volksbegehren rechtlich. Anschließend erfolgt die Durchführung entweder durch Eintragung in Eintragslisten oder freie Unterschriftensammlung innerhalb unterschiedlicher Fristen.
Wird das Quorum binnen vier Wochen bei Eintragungslisten und einem Jahr bei freier Unterschriftssammlung erreicht, wird der Antrag mit Stellungnahme der Landesregierung gem. Art. 68 Abs. 2 der Landesverfassung an den Landtag weitergereicht. Lehnt der Landtag das Bürgerbegehren ab, ist binnen 10 Wochen ein Volksentscheid herbeizuführen.
Der Volksentscheid, der nach Ablehnung des Volksbegehren durch das Parlament zwingend zu erfolgen hat, ist erfolgreich, wenn bei einem Mindestquorum bei der Wahlbeteiligung von 15 Prozent die einfache Mehrheit der abgegebenen Stimmen erreicht ist.

## Direkte Demokratie auf kommunaler Ebene

### Einwohnerantrag
Einwohner, die das 14. Lebensjahr vollendet haben, können gem. § 25 Abs. 1 GO NRW verlangen, dass sich die jeweilige Gebietskörperschaft mit einer ihr obliegenden Selbstverwaltungsangelegenheit beschäftigt. Der Einwohnerantrag muss schriftlich eingereicht sein und eine zusätzliche Begründung erhalten. Er muss in kreisangehörigen Gemeinden von mindestens 5 Prozent der Einwohner, höchstens jedoch 4.000 und in kreisfreien Städten von mindestens 4 Prozent der Einwohner höchstens jedoch 8.000 unterzeichnet sein. Der Antrag wird von maximal drei Personen gegenüber der Verwaltung vertreten (§ 25 Abs. 2 GO NRW). Für Landkreise findet sich in § 22 LKO NRW eine analoge Regelung.

### Bürgerbegehren, Bürgerentscheid und Ratsbürgerentscheid

#### Gemeinden und kreisfreien Städte
Die Einwohner können einen Bürgerentscheid über eine Selbstverwaltungsangelegenheit ihrer Gemeinde verlangen. Im Gegensatz zum Einwohnerantrag, bei dem die Bürger keinen Einfluss auf die Entscheidung des Gemeinderates haben, können sie bei einem Bürgerentscheid selbst eine Entscheidung herbeiführen. Bürgerbegehren und Bürgerentscheid sind in § 26 GO NRW gesetzlich verankert. Nordrhein-Westfalen bedient sich eines sog. Negativkatalogs und listet in § 26 Abs. 5 GO NRW Tatbestände auf, in denen ein Bürgerbegehren unzulässig ist.
Der Antrag der Einwohner, dass die Gemeinde selbst über eine Angelegenheit entscheiden möchte, wird als Bürgerbegehren bezeichnet. Es muss durch maximal drei Personen vertreten werden. (vgl. § 26 Abs. 2 S. 2 GO NRW) Ein Bürgerentscheid kann auch durch einen Ratsbeschluss herbeigeführt werden, wenn zwei Drittel deren Mitglieder das so beschließen. Dies wird als Ratsbürgerentscheid bezeichnet. (vgl. § 26 Abs. 1 S. 2 GO NRW)
Beim Bürgerbegehren findet eine Vorprüfung durch die Verwaltung statt. Die Verwaltung ist gesetzlich angehalten die Antragssteller bestmöglich zu unterstützen. Für geforderte Maßnahmen erstellt die Verwaltung eine Kostenschätzung, die den Unterschriftenlisten zum Antrag beigefügt werden müssen. Um eine mögliche Ablehnung des Bürgerbegehrens nach Unterschriftsleistung zu vermeiden, können die Vertretungsberechtigten und mindestens 25 Bürger beantragen zu entscheiden, ob das Bürgerbegehren zulässig ist. Es erfolgt daraufhin eine Entscheidung des Rates binnen acht Wochen.
Bei einem Bürgerbegehren, dass sich gegen einen Beschluss des Rates richtet, ist eine Sechs-Wochen-Frist ab Bekanntgabe im anderen Fall (bei Nichtbekanntgabe) eine Drei-Monats-Frist einzuhalten.
Nach Erreichen eines Mindestquorums an Unterschriften (siehe § 26 Abs. 4 GO NRW) entscheidet der jeweilige Rat unverzüglich über die Zulässigkeit und leitet dann den Bürgerentscheid ein. In der Zeit nach Feststellung der Zulässigkeit und bis zum Ergebnis des Bürgerentscheides entfaltet das Bürgerbegehren eine Sperrwirkung. Der Rat darf keine dem Begehren entgegenstehende Entscheidung mehr treffen. Der erfolgreiche Bürgerentscheid hat die Wirkung eines Ratsbeschlusses und darf vor Ablauf von zwei Jahren nur mittels eines Ratsbürgerentscheides geändert werden (§ 26 Abs. 8 GO NRW).

#### Landkreise
Regelungen hierzu finden sich in § 23 LKO NRW. Sie entsprechen weitestgehend denen für Gemeinden und kreisfreie Städte.